# Port O'Connor (Teksas)
Port O'Connor je naseljeno mjesto za statističke potrebe u američkoj saveznoj državi Teksas. Prema popisu stanovništva iz 2010. u njemu je živjelo 1.253 stanovnika.